# Verenigd Streekvervoer Nederland
Verenigd Streekvervoer Nederland, afgekort als VSN of VSN-Groep, was een Nederlandse busholding.
Verenigd Streekvervoer Nederland werd in 1989 opgericht uit ESO (Vereniging Exploitatieve Samenwerking Openbaarvervoerbedrijven) en de ABS (NV Aandelenbezit Streekvervoer). In ABS NV waren alle aandelen van de Nederlandse spoorwegen in de Nederlandse busmaatschappijen ondergebracht. In 1992 werd de naam Verenigd Streekvervoer Nederland veranderd in VSN-Groep.

## Geschiedenis
De rijksoverheid wilde als enige aandeelhouder in de ESO-ondernemingen en in de N.V. Aandelenbezit Streekvervoer graag een nieuwe structuur op poten zetten voor de bedrijfstak onder het motto "Op weg naar nieuwe bestuurlijke verhoudingen in stads- en streekvervoer". Het adviesbureau McKinsey kreeg de opdracht een rapport op te stellen over de kwestie en kwam tot de conclusie dat een holding of coöperatie de beste bedrijfsvorm zou zijn. De ESO wees het rapport echter van de hand en koos ervoor om door te gaan als vereniging, omdat veel OV-bedrijven bang waren hun eigen invloed te verliezen. In 1989 bleken 9 van de 13 vervoersondernemingen uiteindelijk toch voorstander van de opheffing van de vereniging te zijn en verder te willen gaan als holding. De NV Verenigd Streekvervoer Nederland (VSN) werd een feit. 
Op 30 mei 1989 werd C.J. Nyqvist benoemd tot voorzitter van de Raad van Bestuur van de holding. De belangrijkste opdrachten voor de nieuwe onderneming waren het terugbrengen van de enorme verliezen in het streekvervoer en het bereiken van een groter reizigersaantal. Dat laatste moest onder andere gerealiseerd worden met de invoering van de OV-studentenkaart. Ter besparing van, met name administratieve, kosten moesten het aantal regionale vervoersbedrijven tot de helft gereduceerd worden, waardoor er ongeveer zes zouden overblijven.

### Fusies
Tot 1989 waren de volgende vervoersondernemingen actief in het streekvervoer, al dan niet verenigd in de VSN-holding:
- Autobusonderneming Texel (AOT) - Texel
- Brabantsche Buurtspoorwegen en Autodiensten (BBA) - westelijk Noord-Brabant, de Kempen en Tholen
- Centraal Nederland (CN) - Haarlemmermeer, noordwestelijk Utrecht, Utrechtse Heuvelrug en Gelderse Vallei
- Drentse Vervoer Maatschappij (DVM) - Drenthe
- Eerste Noord-Hollandse Autobus Onderneming (ENHABO) - Zaanstreek
- Friese Autobus Maatschappij (FRAM) - Friesland
- Groninger Autobusdienst Onderneming (GADO) - Groningen
- Gelderse Streekvervoers Maatschappij (GSM) - Achterhoek en zuidelijk Twente
- Noord-Zuid-Hollandsche Vervoer Maatschappij (NZH) - Noord-Holland en het noordelijke deel van Zuid-Holland
- Vervoermaatschappij De Noord-Westhoek (NWH) - Noordoostpolder en de kop van Overijssel
- Overijsselsche Autobusdiensten (OAD) - westelijk Overijssel (regio Holten en Deventer)
- Pieper - omgeving Schoonebeek
- Twentse Electrische Tramweg Maatschappij (TET) - oostelijk Overijssel
- Verenigde Autobus Diensten (VAD) - Veluwe en Flevopolders
- Verenigd Streekvervoer Limburg (VSL) - Midden- en Zuid-Limburg
- Westnederland (WN) (Zuid-Holland en westelijke Betuwe)
- Zuidooster (ZO) - oostelijke Betuwe, oostelijk Noord-Brabant, de Peel en Noord-Limburg
- Zuid-West-Nederland (ZWN) Zeeland en Zuid-Hollandse eilanden

Vervolgens vond een aantal fusies plaats:
- In 1991 werd de in surseance van betaling verkerende ENHABO overgenomen door de NZH evenals de AOT.
- In 1992 fuseerde de DVM en NWH tot DVM/NWH.
- In 1994 werden het westelijke net van CN bij de NZH gevoegd, het Leidse deel van de NZH verviel aan Westnederland.
- WN en ZWN gingen in 1994 de ZWN-Groep vormen.
- In 1994 fuseerden VAD, het oostelijke net van CN en het rayon Nieuwegein (inclusief sneltram) van WN  tot het nieuwe bedrijf Midnet
- VSL en ZO fuseerden in 1995 tot de Hermes-groep.
- De Gelderse Vervoer Maatschappij (GVM), de nieuwe naam van de GSM na overname van het Arnhemse stadsvervoerbedrijf GVA, ging in 1996 met de Twentse Electrische Tramweg Maatschappij (TET) op in het nieuwe bedrijf Oostnet.
- In 1996 fuseerden FRAM en DVM/NWH tot VEONN.

Aanvankelijk zou BBA bij de Hermes-groep of ZWN gevoegd worden en GADO bij VEONN, maar deze fusies werden niet doorgevoerd. Hierdoor bleven er uiteindelijk acht busmaatschappijen over, in plaats van de geplande zes: BBA, GADO, Hermes, Midnet, NZH, Oostnet, VEONN en ZWN. Oad, Pieper, Verhoef en Van Oeveren wisten zich bovendien als particuliere busondernemingen staande te houden.

### Vervolg
De overheid toonde zich steeds minder willig de exploitatietekorten te compenseren, maar er werd wel in de infrastructuur geïnvesteerd. Ook werden er nieuwe OV-concepten bedacht. In samenwerking met de Nederlandse Spoorwegen introduceerde VSN een plan om grote forenzengemeentes zonder NS-station te ontsluiten met een HOV-busnetwerk, waarop met NS-vervoersbewijzen vanaf elk station in Nederland gereisd kon worden: de Interliner was geboren. De Interliner zou ook lijndiensten bieden op ontbrekende schakels in het railnetwerk, zoals over de Afsluitdijk.

## Splitsing
In 1998 werd VSN opgedeeld in twee delen: VSN-1 en VSN-2. De reden voor die opdeling was de nieuw in te voeren Wet personenvervoer 2000 die bedrijven met een marktaandeel van meer dan 50% uitsluit van deelname aan een openbare aanbesteding. In 1996 hadden de VSN-dochters een gezamenlijk marktaandeel van 98%. 

### VSN-1
De busbedrijven die bij de VSN-1-groep werden ingedeeld (Midnet, NZH, Oostnet en ZWN) gingen vanaf 1999 verder onder de naam Connexxion.

### VSN-2
De overige bedrijven (BBA, GADO, Hermes en VEONN) werden ingedeeld in de VSN-2-groep en zouden worden verkocht. BBA werd op 19 maart onafhankelijk van de VSN-groep doordat VSN ruim 60% van de aandelen overdroeg aan de provincie Noord-Brabant en de B.V. Stadsvervoer waar de gemeentes Breda, 's-Hertogenbosch en Tilburg in zaten. De provincie Noord-Brabant kreeg 47,6% en de B.V. Stadsvervoer gezamenlijk 6.7%. VSN behoudt een minderheidsaandeel van 45,7%. VEONN en GADO zijn in 1999 verkocht aan het Britse Arriva. Arriva heeft inmiddels terrein veroverd op het VSN-1-gebied (Connexxion) door winst van aanbestedingen in gebieden als Waterland, regio Dordrecht en Duin- en Bollenstreek/Leiden Rijnstreek/Midden-Holland (vanaf dec. 2012 Zuid-Holland Noord).
In 2001 werden de minderheids-BBA-aandelen van 45.7% verkocht aan het Franse Connex (nu Veolia Transport Nederland). Voor de verkoop van de BBA-aandelen is er nog een poging gewaagd tussen Hermes, BBA en Stadsbus Maastricht samen tot een fusie te komen maar dat mislukte. Hermes werd uiteindelijk niet verkocht en werd een dochteronderneming van Connexxion (VSN-1) welke een meerderheidsaandeel in haar bezit kreeg. De overige aandelen lagen bij de provincie Limburg en enkele Limburgse gemeenten. In 2001 probeerde Connexxion Hermes compleet in te lijven. De Provincie Limburg zou dan haar aandelen moeten verkopen aan Connexxion of de provincie Limburg en enkele Limburgse gemeentes moeten toestemming verlenen, maar dat zou betekenen dat naast het Ministerie van Financiën ook de provincie Limburg aandeelhouder zou moeten worden in Connexxion. Inmiddels is Hermes niet meer actief in Limburg, doordat Veolia Transport de concessie Limburg gewonnen heeft. De provincie en de gemeenten hebben hierop hun aandelen aan Connexxion verkocht. Hermes heeft wel het vervoer in de regio SRE behouden.